# شهرستان شیانجو
شهرستان شیانجو (به لاتین: Xianju County) یک شهرستان‌های جمهوری خلق چین در چین است که در تایجو واقع شده‌است.